# San Gabriel River (Kalifornien)
Der San Gabriel River ist ein 75 Kilometer langer Fluss im Los Angeles County im US-Bundesstaat Kalifornien. Er entspringt in den San Gabriel Mountains am Zusammenfluss von Prairie Fork und Vincent Gulch. Der Strom mündet zwischen Long Beach und Seal Beach in den Pazifik. 
Auf seiner Laufstrecke münden 3 Flüsse in den San Gabriel River. Der Unterlauf ist kanalisiert.

## Stauanlagen
Entlang des San Gabriel befinden sich insgesamt 5 Stauanlagen. Am Oberlauf in den San Gabriel Mountains liegen die Talsperren Cogswell, San Gabriel und Morris. Im San Gabriel Valley wurden die Stauanlagen Santa Fe und Whittier Narrows errichtet, die dem Hochwasserschutz dienen. Ihre Hochwasserrückhaltebecken sind die meiste Zeit des Jahres trocken.